# Gran Premio di superbike di Donington 2018
Il Gran Premio di superbike di Donington 2018 è stato la sesta prova su tredici del campionato mondiale Superbike 2018, disputato il 26 e 27 maggio sul circuito di Donington Park, in gara 1 ha visto la vittoria di Michael van der Mark davanti a Jonathan Rea e Tom Sykes, lo stesso pilota si è ripetuto anche in gara 2, davanti a Toprak Razgatlıoğlu e Jonathan Rea.
La vittoria nella gara valevole per il campionato mondiale Supersport 2018 è stata ottenuta da Sandro Cortese, mentre quella del campionato mondiale Supersport 300 è stata ottenuta da Ana Carrasco.

## Risultati

### Gara 1

#### Arrivati al traguardo
| Pos. | Nº | Pilota                | Squadra                  | Motocicletta      | Giri | Tempo     | Griglia | Punti |
| ---- | -- | --------------------- | ------------------------ | ----------------- | ---- | --------- | ------- | ----- |
| 1º   | 60 | Michael van der Mark  | Pata Yamaha              | Yamaha YZF R1     | 23   | 33'56.530 | 6º      | 25    |
| 2º   | 1  | Jonathan Rea          | Kawasaki Racing          | Kawasaki ZX-10RR  | 23   | +1.136    | 2º      | 20    |
| 3º   | 66 | Tom Sykes             | Kawasaki Racing          | Kawasaki ZX-10RR  | 23   | +2.193    | 1º      | 16    |
| 4º   | 22 | Alex Lowes            | Pata Yamaha              | Yamaha YZF R1     | 23   | +6.642    | 5º      | 13    |
| 5º   | 32 | Lorenzo Savadori      | Milwaukee Aprilia        | Aprilia RSV4 RF   | 23   | +7.331    | 4º      | 11    |
| 6º   | 50 | Eugene Laverty        | Milwaukee Aprilia        | Aprilia RSV4 RF   | 23   | +13.374   | 7º      | 10    |
| 7º   | 76 | Loris Baz             | Gulf Althea BMW Racing   | BMW S 1000 RR     | 23   | +15.992   | 3º      | 9     |
| 8º   | 7  | Chaz Davies           | Aruba.it Racing - Ducati | Ducati Panigale R | 23   | +18.532   | 9º      | 8     |
| 9º   | 91 | Leon Haslam           | Kawasaki Puccetti Racing | Kawasaki ZX-10RR  | 23   | +20.478   | 11º     | 7     |
| 10º  | 2  | Leon Camier           | Red Bull Honda           | Honda CBR1000RR   | 23   | +20.634   | 13º     | 6     |
| 11º  | 81 | Jordi Torres          | MV Agusta Reparto Corse  | MV Agusta 1000 F4 | 23   | +22.503   | 14º     | 5     |
| 12º  | 21 | Michael Ruben Rinaldi | Aruba.it Racing - Junior | Ducati Panigale R | 23   | +33.250   | 15º     | 4     |
| 13º  | 36 | Leandro Mercado       | Orelac Racing VerdNatura | Kawasaki ZX-10RR  | 23   | +33.771   | 18º     | 3     |
| 14º  | 28 | Bradley Ray           | Buildbase Suzuki         | Suzuki GSX-R1000  | 23   | +36.715   | 10º     | 2     |
| 15º  | 99 | Patrick Jacobsen      | TripleM Honda            | Honda CBR1000RR   | 23   | +38.850   | 19º     | 1     |
| 16º  | 45 | Jacob Gagne           | Red Bull Honda           | Honda CBR1000RR   | 23   | +42.536   | 21º     |       |
| 17º  | 41 | Luke Mossey           | Team Pedercini Racing    | Kawasaki ZX-10RR  | 23   | +42.682   | 16º     |       |
| 18º  | 37 | Ondřej Ježek          | Guandalini Racing        | Yamaha YZF R1     | 23   | +47.849   | 17º     |       |
| 19º  | 40 | Román Ramos           | GoEleven Kawasaki        | Kawasaki ZX-10RR  | 23   | +50.256   | 20º     |       |
| 20º  | 94 | Niccolò Canepa        | Yamaha Motor Europe      | Yamaha YZF R1     | 23   | +52.188   | 24º     |       |
| 21º  | 54 | Toprak Razgatlıoğlu   | Kawasaki Puccetti Racing | Kawasaki ZX-10RR  | 23   | +55.588   | 8º      |       |
| 22º  | 33 | Marco Melandri        | Aruba.it Racing - Ducati | Ducati Panigale R | 23   | +1'19.859 | 12º     |       |
| 23º  | 44 | Gino Rea              | OMG Racing UK            | Suzuki GSX-R1000  | 23   | +1'36.779 | 23º     |       |

#### Ritirati
| Nº | Pilota       | Squadra      | Motocicletta      | Giri | Griglia |
| -- | ------------ | ------------ | ----------------- | ---- | ------- |
| 12 | Javier Forés | Barni Racing | Ducati Panigale R | 10   | 22º     |
| 55 | Mason Law    | Team WD40    | Kawasaki ZX-10RR  | 0    | 25º     |

### Gara 2

#### Arrivati al traguardo
| Pos. | Nº | Pilota               | Squadra                  | Motocicletta      | Giri | Tempo     | Griglia | Punti |
| ---- | -- | -------------------- | ------------------------ | ----------------- | ---- | --------- | ------- | ----- |
| 1º   | 60 | Michael van der Mark | Pata Yamaha              | Yamaha YZF R1     | 23   | 34'02.406 | 6º      | 25    |
| 2º   | 54 | Toprak Razgatlıoğlu  | Kawasaki Puccetti Racing | Kawasaki ZX-10RR  | 23   | +2.328    | 8º      | 20    |
| 3º   | 1  | Jonathan Rea         | Kawasaki Racing          | Kawasaki ZX-10RR  | 23   | +2.614    | 2º      | 16    |
| 4º   | 22 | Alex Lowes           | Pata Yamaha              | Yamaha YZF R1     | 23   | +2.894    | 5º      | 13    |
| 5º   | 7  | Chaz Davies          | Aruba.it Racing - Ducati | Ducati Panigale R | 23   | +4.797    | 9º      | 11    |
| 6º   | 66 | Tom Sykes            | Kawasaki Racing          | Kawasaki ZX-10RR  | 23   | +8.224    | 1º      | 10    |
| 7º   | 32 | Lorenzo Savadori     | Milwaukee Aprilia        | Aprilia RSV4 RF   | 23   | +9.169    | 4º      | 9     |
| 8º   | 2  | Leon Camier          | Red Bull Honda           | Honda CBR1000RR   | 23   | +18.488   | 13º     | 8     |
| 9º   | 81 | Jordi Torres         | MV Agusta Reparto Corse  | MV Agusta 1000 F4 | 23   | +19.964   | 14º     | 7     |
| 10º  | 76 | Loris Baz            | Gulf Althea BMW Racing   | BMW S 1000 RR     | 23   | +20.207   | 3º      | 6     |
| 11º  | 33 | Marco Melandri       | Aruba.it Racing - Ducati | Ducati Panigale R | 23   | +23.803   | 12º     | 5     |
| 12º  | 36 | Leandro Mercado      | Orelac Racing VerdNatura | Kawasaki ZX-10RR  | 23   | +28.845   | 18º     | 4     |
| 13º  | 45 | Jacob Gagne          | Red Bull Honda           | Honda CBR1000RR   | 23   | +29.741   | 21º     | 3     |
| 14º  | 41 | Luke Mossey          | Team Pedercini Racing    | Kawasaki ZX-10RR  | 23   | +31.156   | 16º     | 2     |
| 15º  | 28 | Bradley Ray          | Buildbase Suzuki         | Suzuki GSX-R1000  | 23   | +33.321   | 10º     | 1     |
| 16º  | 99 | Patrick Jacobsen     | TripleM Honda            | Honda CBR1000RR   | 23   | +34.175   | 19º     |       |
| 17º  | 37 | Ondřej Ježek         | Guandalini Racing        | Yamaha YZF R1     | 23   | +47.350   | 17º     |       |
| 18º  | 94 | Niccolò Canepa       | Yamaha Motor Europe      | Yamaha YZF R1     | 23   | +47.701   | 24º     |       |
| 19º  | 44 | Gino Rea             | OMG Racing UK            | Suzuki GSX-R1000  | 23   | +57.365   | 23º     |       |

#### Ritirati
| Nº | Pilota                | Squadra                  | Motocicletta      | Giri | Griglia |
| -- | --------------------- | ------------------------ | ----------------- | ---- | ------- |
| 55 | Mason Law             | Team WD40                | Kawasaki ZX-10RR  | 16   | 25º     |
| 50 | Eugene Laverty        | Milwaukee Aprilia        | Aprilia RSV4 RF   | 15   | 7º      |
| 40 | Román Ramos           | GoEleven Kawasaki        | Kawasaki ZX-10RR  | 14   | 20º     |
| 12 | Javier Forés          | Barni Racing             | Ducati Panigale R | 13   | 22º     |
| 91 | Leon Haslam           | Kawasaki Puccetti Racing | Kawasaki ZX-10RR  | 8    | 11º     |
| 21 | Michael Ruben Rinaldi | Aruba.it Racing - Junior | Ducati Panigale R | 0    | 15º     |

### Supersport

#### Arrivati al traguardo
| Pos. | Nº  | Pilota                   | Squadra                             | Motocicletta        | Giri | Tempo     | Griglia | Punti |
| ---- | --- | ------------------------ | ----------------------------------- | ------------------- | ---- | --------- | ------- | ----- |
| 1º   | 11  | Sandro Cortese           | Kallio Racing                       | Yamaha YZF R6       | 20   | 30'30.800 | 3º      | 25    |
| 2º   | 16  | Jules Cluzel             | NRT                                 | Yamaha YZF R6       | 20   | +1.377    | 1º      | 20    |
| 3º   | 3   | Raffaele De Rosa         | MV Agusta Reparto Corse by Vamag    | MV Agusta F3 675    | 20   | +2.676    | 6º      | 16    |
| 4º   | 21  | Randy Krummenacher       | Bardahl Evan Bros.                  | Yamaha YZF R6       | 20   | +4.618    | 4º      | 13    |
| 5º   | 144 | Lucas Mahias             | GRT Yamaha                          | Yamaha YZF R6       | 20   | +5.059    | 2º      | 11    |
| 6º   | 64  | Federico Caricasulo      | GRT Yamaha                          | Yamaha YZF R6       | 20   | +7.003    | 7º      | 10    |
| 7º   | 86  | Ayrton Badovini          | MV Agusta Reparto Corse by Vamag    | MV Agusta F3 675    | 20   | +14.685   | 9º      | 9     |
| 8º   | 36  | Thomas Gradinger         | NRT                                 | Yamaha YZF R6       | 20   | +16.315   | 11º     | 8     |
| 9º   | 32  | Sheridan Morais          | Kawasaki Puccetti Racing            | Kawasaki ZX-6R      | 20   | +24.345   | 10º     | 7     |
| 10º  | 96  | Andrew Irwin             | CIA Landlord Insurance Honda        | Honda CBR600RR      | 20   | +25.107   | 12º     | 6     |
| 11º  | 13  | Anthony West             | EAB antwest Racing                  | Kawasaki ZX-6R      | 20   | +27.825   | 15º     | 5     |
| 12º  | 84  | Loris Cresson            | Kallio Racing                       | Yamaha YZF R6       | 20   | +29.708   | 14º     | 4     |
| 13º  | 111 | Kyle Smith               | Gemar Team Lorini                   | Honda CBR600RR      | 20   | +32.683   | 13º     | 3     |
| 14º  | 38  | Hannes Soomer            | Racedays                            | Honda CBR600RR      | 20   | +32.922   | 16º     | 2     |
| 15º  | 6   | Corentin Perolari        | GMT94 Yamaha                        | Yamaha YZF R6       | 20   | +33.389   | 20º     | 1     |
| 16º  | 81  | Luke Stapleford          | Profile Racing                      | Yamaha YZF R6       | 20   | +34.217   | 8º      |       |
| 17º  | 35  | Stefan Hill              | Profile Racing                      | Triumph Daytona 675 | 20   | +45.174   | 27º     |       |
| 18º  | 22  | Eemeli Lahti             | Sterkman Motorsport by HRP          | Suzuki GSX-R600     | 20   | +51.162   | 19º     |       |
| 19º  | 15  | Alfonso Coppola          | GRT Yamaha                          | Yamaha YZF R6       | 20   | +55.775   | 22º     |       |
| 20º  | 77  | Wayne Tessels            | Chromeburner Wayne's Racingteam MtM | Kawasaki ZX-6R      | 20   | +59.715   | 24º     |       |
| 21º  | 65  | Michael Canducci         | GoEleven Kawasaki                   | Kawasaki ZX-6R      | 20   | +1'07.471 | 25º     |       |
| 22º  | 34  | Javier Ezequiel Iturrioz | GoEleven Kawasaki                   | Kawasaki ZX-6R      | 20   | +1'10.148 | 26º     |       |

#### Ritirati
| Nº | Pilota                | Squadra                      | Motocicletta   | Giri | Griglia |
| -- | --------------------- | ---------------------------- | -------------- | ---- | ------- |
| 47 | Rob Hartog            | Hartog - Against Cancer      | Kawasaki ZX-6R | 14   | 17º     |
| 78 | Hikari Ōkubo          | Kawasaki Puccetti Racing     | Kawasaki ZX-6R | 4    | 5º      |
| 74 | Jaimie van Sikkelerus | Gemar Team Lorini            | Honda CBR600RR | 1    | 18º     |
| 61 | Ryan Vickers          | CIA Landlord Insurance Honda | Honda CBR600RR | 1    | 21º     |
| 10 | Nacho Calero          | Orelac Racing VerdNatura     | Kawasaki ZX-6R | 0    | 23º     |

### Supersport 300

#### Arrivati al traguardo
| Pos. | Nº | Pilota                    | Squadra                                 | Motocicletta       | Giri | Tempo     | Griglia | Punti |
| ---- | -- | ------------------------- | --------------------------------------- | ------------------ | ---- | --------- | ------- | ----- |
| 1º   | 2  | Ana Carrasco              | DS Junior                               | Kawasaki Ninja 400 | 13   | 22'33.497 | 1º      | 25    |
| 2º   | 20 | Dorren Loureiro           | DS Junior                               | Kawasaki Ninja 400 | 13   | +4.602    | 8º      | 20    |
| 3º   | 21 | Borja Sánchez             | ETG Racing                              | Kawasaki Ninja 400 | 13   | +4.965    | 6º      | 16    |
| 4º   | 14 | Enzo de la Vega           | GP Project                              | Kawasaki Ninja 400 | 13   | +5.114    | 5º      | 13    |
| 5º   | 17 | Koen Meuffels             | KTM Fortron Junior                      | KTM RC 390 R       | 13   | +5.458    | 2º      | 11    |
| 6º   | 75 | Scott Deroue              | Motoport Kawasaki                       | Kawasaki Ninja 400 | 13   | +5.530    | 10º     | 10    |
| 7º   | 41 | Jan-Ole Jähnig            | Freudenberg KTM Junior                  | KTM RC 390 R       | 13   | +5.984    | 4º      | 9     |
| 8º   | 88 | Mika Pérez                | Kawasaki ParkinGO                       | Kawasaki Ninja 400 | 13   | +6.134    | 3º      | 8     |
| 9º   | 55 | Galang Hendra Pratama     | Biblion Yamaha Motoxracing              | Yamaha YZF-R3      | 13   | +10.006   | 11º     | 7     |
| 10º  | 43 | Luca Grünwald             | Freudenberg KTM                         | KTM RC 390 R       | 13   | +11.783   | 15º     | 6     |
| 11º  | 33 | Daniel Valle              | BCD Yamaha MS Racing                    | Yamaha YZF-R3      | 13   | +11.930   | 9º      | 5     |
| 12º  | 81 | Manuel González           | Pertamina Almeria BCD Junior Team by MS | Yamaha YZF-R3      | 13   | +12.044   | 16º     | 4     |
| 13º  | 12 | Ali Adriansyah Rusmiputro | Petramina Almeria BCD by MS Racing      | Yamaha YZF-R3      | 13   | +26.459   | 24º     | 3     |
| 14º  | 19 | Luca Bernardi             | Team Trasimeno                          | Yamaha YZF-R1      | 13   | +26.514   | 28º     | 2     |
| 15º  | 71 | Tom Edwards               | Nutec - Benjan - Kawasaki               | Kawasaki Ninja 400 | 13   | +26.779   | 13º     | 1     |
| 16º  | 97 | Maximilian Kappler        | Freudenberg KTM                         | KTM RC 390 R       | 13   | +26.981   | 19º     |       |
| 17º  | 96 | Imanuel Putra Pratna      | Terra e Moto                            | Yamaha YZF-R3      | 13   | +27.293   | 15º     |       |
| 18º  | 69 | María Herrera             | BCD Yamaha MS Racing                    | Yamaha YZF-R3      | 13   | +27.454   | 20º     |       |
| 19º  | 28 | Dennis Koopman            | GRT Yamaha                              | Yamaha YZF-R3      | 13   | +27.697   | 25º     |       |
| 20º  | 13 | Dino Iozzo                | Racedays                                | Honda CBR500R      | 13   | +42.204   | 30º     |       |
| 21º  | 64 | Hugo De Cancellis         | Team Toth - Yart                        | Yamaha YZF-R3      | 13   | +45.124   | 23º     |       |
| 22º  | 44 | Samuel Lochoff            | Samurai-YART Racing                     | Yamaha YZF-R3      | 13   | +45.381   | 33º     |       |
| 23º  | 15 | Glenn van Straalen        | KTM Fortron Racing                      | KTM RC 390 R       | 13   | +47.550   | 17º     |       |
| 24º  | 78 | Joseph Foray              | ETG Racing                              | Kawasaki Ninja 400 | 13   | +55.713   | 27º     |       |
| 25º  | 7  | Nicola Settimo            | Scuderia Maranga Racing                 | Honda CBR500R      | 13   | +1'01.746 | 37º     |       |
| 26º  | 79 | Tomás Alonso              | Samurai-YART Racing                     | Yamaha YZF-R3      | 13   | +1'01.847 | 36º     |       |
| 27º  | 58 | Trystan Finocchiaro       | Scuderia Maranga Racing                 | Honda CBR500R      | 13   | +1'18.531 | 34º     |       |
| 28º  | 83 | Lachlan Epis              | Motoport Kawasaki                       | Kawasaki Ninja 400 | 13   | +1'14.280 | 18º     |       |
| 29º  | 76 | Luke Verwey               | XG Racing                               | Kawasaki Ninja 400 | 13   | +1'47.908 | 39º     |       |

#### Ritirati
| Nº | Pilota          | Squadra                    | Motocicletta       | Giri | Griglia |
| -- | --------------- | -------------------------- | ------------------ | ---- | ------- |
| 25 | Andy Verdoïa    | Samurai YART Racing        | Yamaha YZF-R3      | 12   | 12º     |
| 84 | Joep Overbeeke  | Team Trasimeno             | Yamaha YZF-R3      | 11   | 29º     |
| 77 | Kade Verwey     | XG Racing                  | Kawasaki Ninja 400 | 11   | 38º     |
| 27 | Filippo Rovelli | Kawasaki ParkinGO          | Kawasaki Ninja 400 | 9    | 21º     |
| 5  | Ryan Vos        | KTM Fortron Racing         | KTM RC 390 R       | 1    | 32º     |
| 99 | Paolo Grassia   | Biblion Yamaha Motoxracing | Yamaha YZF-R3      | 1    | 22º     |
| 54 | Filippo Fuligni | GRT Yamaha                 | Yamaha YZF-R1      | 1    | 35º     |
| 93 | Walid Khan      | Nutec - Benjan - Kawasaki  | Kawasaki Ninja 400 | 0    | 7º      |
| 18 | Alex Murley     | Team Toth - Yart           | Yamaha YZF-R3      | 0    | 26º     |
| 35 | Edmund Best     | Symcirrus Motorsport       | Kawasaki Ninja 400 | 0    | 31º     |